# Lubnowo
Lubnowo – wieś w Polsce położona w województwie warmińsko-mazurskim, w powiecie braniewskim, w gminie Płoskinia.
W latach 1975–1998 miejscowość administracyjnie należała do województwa elbląskiego. Wieś znajduje się w historycznym regionie Warmia.
Wieś położona jest w północnej części województwa warmińsko-mazurskiego, w odległości około 10 km na północny-wschód od Płoskini, nad rzeką Młynówką.

## Dzieje miejscowości
Lubnowo to wieś lokowana na prawie chełmińskim. Pierwsze wzmianki na jej temat pochodzą z 1318 roku. W XVI wieku na terenach Warmii z powodu licznych zniszczeń wojennych i wyludnienia, przeprowadzono po raz kolejny akcję osadniczą. W komornictwie pieniężnieńskim w latach 1517-1519 przeprowadzał ją Mikołaj Kopernik. W dniach między 22 a 25 października 1518 roku dokonał ponownej lokacji ludności, w tym w Lubownie. W XVIII wieku Lubnowo było wsią królewską.
W 1954 roku, po reformie podziału administracyjnego państwa Lubnowo włączono do gromady Płoskinia w powiecie braniewskim. W 1972 roku, kolejna reforma przywracała podział państwa na gminy. Obszar sołectwa Lubnowo włączono do gminy Płoskinia. W latach 1975-1998 miejscowość należała administracyjnie do województwa elbląskiego.
Liczba mieszkańców wsi w poszczególnych latach:
- 1783 r. - 16 gospodarstw
- 1820 r. - 104 osoby
- 1939 r. - 117 osób

## Zabytki
- kaplica domkowa przy drodze Lubnowo - Płoskinia
- 2 kapliczki usytuowane w centrum wsi